# Emmanuel Chabrier
Alexis Emmanuel Chabrier (ɛmanɥɛl ʃabʁie; Ambert, 18 gennaio 1841 – Parigi, 13 settembre 1894) è stato un compositore e pianista francese romantico.
La sua famiglia borghese non approvò una carriera musicale per lui, così studiò legge a Parigi e poi lavorò come dipendente pubblico fino all'età di trentanove anni, mentre si immergeva nella vita artistica modernista della capitale francese e componeva nel tempo libero. Dal 1880 fino alla sua malattia finale fu un compositore a tempo pieno.
Sebbene noto principalmente per due delle sue opere orchestrali, España e Joyeuse marche, Chabrier lasciò un corpus di opere liriche (tra cui L'étoile), canzoni e musica per pianoforte, ma niente sinfonie, concerti, quartetti, sonate o musica religiosa o liturgica. La sua mancanza di formazione accademica lo lasciò libero di creare il suo linguaggio musicale, non influenzato da regole stabilite e fu considerato da molti compositori successivi un importante innovatore e un catalizzatore che aprì la strada al modernismo francese. Fu ammirato da compositori molto diversi tra loro come Debussy, Ravel, Richard Strauss, Satie, Stravinskij e il gruppo di compositori noto come Les six e li influenzò tutti. Scrivendo in un periodo in cui i musicisti francesi erano generalmente sostenitori o oppositori della musica di Wagner, Chabrier guidò una via di mezzo, a volte incorporando tratti wagneriani nella sua musica e altre volte evitandoli.
Chabrier era legato ad alcuni dei più importanti scrittori e pittori del suo tempo. Tra i suoi più cari amici c'era il pittore Édouard Manet e Chabrier collezionò dipinti impressionisti molto prima che diventassero di moda. Un certo numero di tali dipinti della sua collezione personale di artisti a lui noti sono ora ospitati in alcuni dei principali musei d'arte del mondo. Ha scritto un gran numero di lettere ad amici e colleghi che offrono una visione delle sue opinioni e delle sue caratteristiche musicali.
Chabrier morì a Parigi all'età di cinquantatré anni a causa di una malattia neurologica, probabilmente causata dalla sifilide.

## Biografia

### Primi anni
Chabrier nacque ad Ambert, (Puy-de-Dôme), una città nella regione dell'Alvernia nella Francia centrale. Era l'unico figlio di un avvocato, Jean Chabrier, e di sua moglie, Marie-Anne-Evelina, nata Durosay o Durozay. I Chabrier erano di una vecchia famiglia dell'Alvernia, originariamente di origine contadina (il cognome deriva da "chevrier" - gregge di capre), ma nelle ultime generazioni commercianti e avvocati avevano predominato nella famiglia. Un membro chiave della famiglia fu la tata del ragazzo, Anne Delayre (che chiamava "Nanine" e "Nanon"), che gli rimase vicino per tutta la vita.
Chabrier iniziò a prendere lezioni di musica all'età di sei anni; i suoi primi maestri provenivano da ambienti cosmopoliti: ad Ambert studiò con un rifugiato spagnolo carlista chiamato Saporta e dopo che la famiglia si fu trasferita a Clermont-Ferrand nel 1852 studiò al Lycée imperial con un musicista polacco, Alexander Tarnovsky. Le prime composizioni di Chabrier che sono sopravvissute in manoscritto sono opere per pianoforte del 1849. Un pezzo per pianoforte, Le Scalp!!! (1856) fu successivamente modificato nel Marche des Cipayes (1863). Il primo pezzo a cui il compositore diede un numero d'opera fu un valzer per pianoforte, Julia, op. 1, 1857.
Tarnovky informò i genitori di Chabrier che il loro figlio aveva abbastanza talento per perseguire una carriera musicale, ma Jean Chabrier era determinato che suo figlio dovesse seguirlo nella professione legale. Trasferì la famiglia a Parigi nel 1856, in modo che Chabrier potesse iscriversi al Lycée Saint-Louis. Da lì Chabrier continuò a studiare legge, ma non trascurò la musica, continuando i suoi studi di composizione, violino e pianoforte. Dopo essersi laureato in giurisprudenza nel 1861, entrò nel servizio civile francese presso il Ministero dell'interno, dove lavorò per diciannove anni.

### Parigi: doppio orientamento
Chabrier era molto apprezzato al ministero, ma la sua passione era la musica, alla quale dedicava il suo tempo libero. Continuò i suoi studi, con insegnanti come Edouard Wolff (pianoforte), Richard Hommer (violino), Théophile Semet e Aristide Hignard (entrambi composizione). In uno studio sul compositore pubblicato nel 1935 Jacques-Gabriel Prod'homme commentò che sarebbe sbagliato classificare Chabrier come un semplice dilettante in questo periodo: "Perché, mentre era alla ricerca della tecnica della sua arte, dimostrava una curiosità per la pittura e la letteratura dei "modernisti" del suo tempo che, tra i musicisti, avevano pochi parallelismi".
Dal 1862 Chabrier iniziò a far parte della cerchia dei Parnassiani a Parigi. Tra i suoi amici c'erano Auguste de Villiers de L'Isle-Adam e Paul Verlaine; con quest'ultimo ideò un'opera comica nello stile alla moda di Offenbach, Vaucochard et fils Ier. Non la completò, ma sono sopravvissuti quattro frammenti (risalenti al 1864 o 1865 circa). Il suo incarico ufficiale a tempo pieno limitava fortemente le possibilità di Chabrier di comporre opere su larga scala. Iniziò un'opera su un tema storico ungherese intitolata Jean Hunyade, su un libretto di Henri Fouquier, ma la abbandonò, dopo aver completato quattro numeri, nel 1867. Nel dicembre 1872 segnò un successo in un club teatrale privato, il Cercle de l'union artistique con l'operetta buffa in tre atti Le Service obligatoire scritta in collaborazione con altri due compositori e che secondo Victorin de Joncières fu acclamata dal pubblico come indubbia prova del talento di Chabrier. Un altro tentativo di commedia lirica, Fisch-Ton-Kan, con Verlaine e Lucien Viotti, fu eseguito nel marzo 1875 nello stesso club con Chabrier al piano; sopravvivono cinque frammenti. Non compose su nessuna poesia di Villiers de L'Isle Adam o di Verlaine, sebbene quest'ultimo avesse scritto un sonetto À Emmanuel Chabrier (pubblicato in Amour, 1888) come ricordo della loro amicizia.

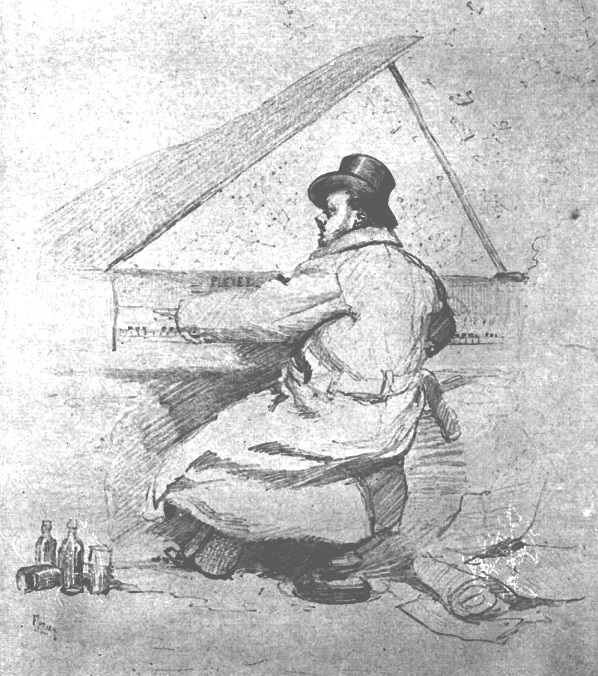
Chabrier, di Édouard Detaille (1873)

Ci sono diverse descrizioni del pianismo di Chabrier in questo periodo; molti anni dopo il compositore Vincent d'Indy scrisse: "Sebbene le sue braccia fossero troppo corte, le dita troppo spesse e tutta la sua maniera un po' goffa, riuscì a raggiungere un grado di finezza e un controllo dell'espressione che pochissimi pianisti - con l'eccezione di Liszt e Rubinštejn - hanno superato". Il compositore e critico Alfred Bruneau disse di Chabrier, "suonava il piano come nessuno lo ha mai suonato prima o mai lo suonerà..." La moglie del pittore Renoir, amica del compositore, scrisse:
Entrambi i genitori di Chabrier morirono nel giro di otto giorni nel 1869. Durante la guerra Franco-Prussiana (1870-1871) e la Comune di Parigi, continuò nel suo incarico ufficiale mentre il ministero si spostava da Tours a Bordeaux e poi a Versailles. Nel 1873 sposò Marie Alice Dejean, nipote di Louis Dejean, che aveva guadagnato la sua fortuna come fondatore e direttore del Cirque d'été e del Cirque Napoléon. Alice e Chabrier ebbero tre figli, uno dei quali morì alla nascita. Tra gli amici di Chabrier a Parigi figuravano i compositori Gabriel Fauré, Ernest Chausson e d'Indy; pittori come Henri Fantin-Latour, Edgar Degas e Édouard Manet, alle cui serate di giovedì partecipava Chabrier e scrittori come Émile Zola, Alphonse Daudet, Jean Moréas, Jean Richepin e Stéphane Mallarmé.
Durante il 1870 Chabrier iniziò diversi lavori teatrali. Il primo ad essere completato fu l'opera buffa in tre atti L'étoile (La Star), commissionato da Bouffes-Parisiens, il teatro spirituale di Offenbach. Ottenne l'incarico tramite i suoi numerosi contatti nel mondo delle arti e delle lettere: aveva incontrato i librettisti Albert Vanloo ed Eugène Leterrier attraverso il pittore Alphonse Hirsch, che aveva conosciuto come membro del gruppo di Manet. L'opera ebbe un modesto successo, andando in scena per 48 spettacoli nel 1877, ma non fu ripresa durante la sua vita. Ciò nondimeno lo portò all'attenzione della stampa e attirò la casa editrice Enoch & Costallat, che pubblicò le sue opere per il resto della sua carriera. Ma soprattutto, per merito di L'étoile smise di essere considerato un dilettante di talento. Lo stesso anno Saint-Saens tenne la prima esecuzione pubblica del suo Impromptu del 1865, il suo primo pezzo per pianoforte di autentica importanza, con il suo timbro personale di originalità.

### Compositore a tempo pieno

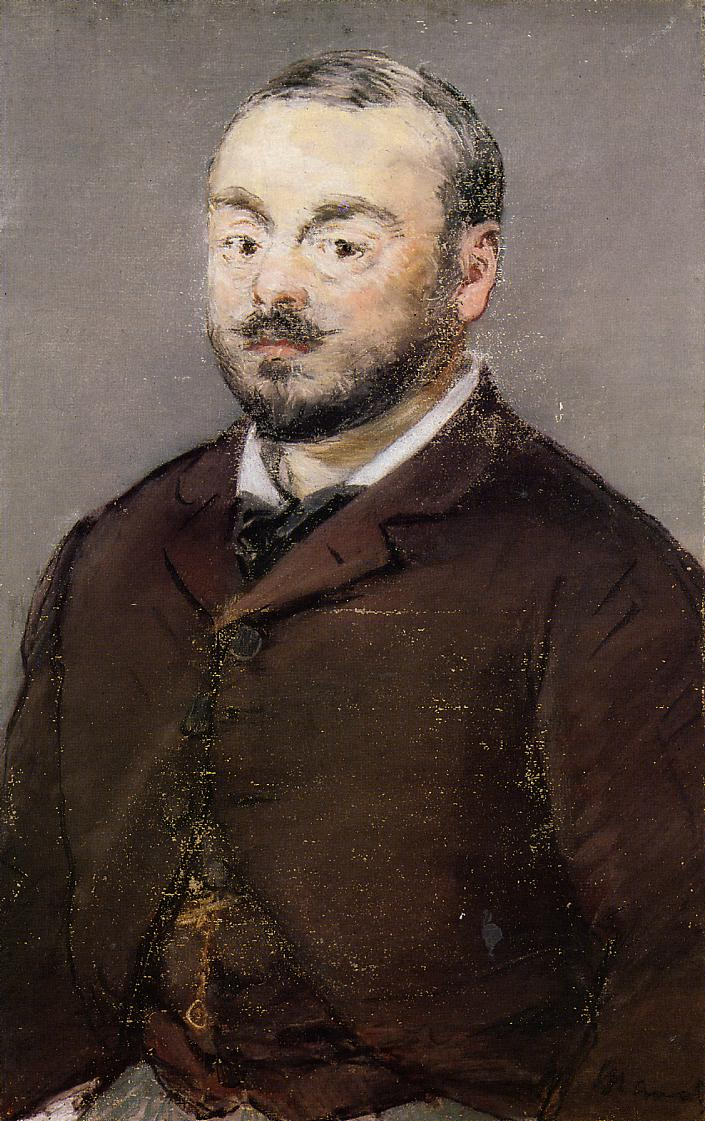
Chabrier, 1880, di Manet, Ordrupgaard Museum, Danimarca

Come molti compositori francesi progressisti dell'epoca, Chabrier era molto interessato alla musica di Wagner. Da giovane aveva copiato l'intera partitura del Tannhäuser per ricavare una visione del processo creativo del compositore. Durante un viaggio a Monaco con Henri Duparc ed altri nel marzo 1880, Chabrier vide per la prima volta l'opera di Wagner Tristano e Isotta; scrisse al direttore del personale del ministero dicendo che doveva andare a Bordeaux per questioni private, ma ammettava in segreto che per dieci anni avrebbe voluto vedere e ascoltare l'opera di Wagner e promise che sarebbe tornato alla sua scrivania il mercoledì successivo. D'Indy, che faceva parte del gruppo, ricordava che Chabrier si commosse fino alle lacrime ascoltando la musica, dicendo del preludio: "Ho aspettato dieci anni della mia vita per sentire quel La dei violoncelli".
Questo evento portò Chabrier a concludere che doveva perseguire con decisione la sua vocazione di compositore e dopo diversi periodi di assenza lasciò il Ministero degli Interni alla fine del 1880. In uno studio del 2001 Steven Huebner scrive che potrebbero esserci stati ulteriori fattori nella decisione di Chabrier: "il crescente slancio della sua carriera musicale... le sue grandi speranze per il progetto Gwendoline e i primi segni di un disturbo nervoso, probabilmente il risultato di una condizione sifilitica, che avrebbe reclamato la sua vita 14 anni dopo".
Il progetto a cui Huebner si riferisce era la tragedia operistica Gwendoline, sulla quale Chabrier aveva iniziato a lavorare nel 1879. Il librettista era Catulle Mendès, descritto dal pianista e dallo studioso Graham Johnson come "un membro implacabilmente ambizioso dell'establishment letterario". Mendès scrisse testi che furono utilizzati da almeno sette compositori francesi, tra cui Fauré, Massenet, Debussy e Messager; nessuna delle sue opere liriche ebbe successo e Johnson giudica "catastrofico" il libretto di Gwendoline. Chabrier lavorò sul pezzo fino al 1885.
Il direttore Charles Lamoureux nominò Chabrier suo maestro del coro e répétiteur e inseriva la sua musica nei concerti dell'Orchestre Lamoureux. Nel 1881 fu eseguito per la prima volta il ciclo pianistico di Chabrier Pièces pittoresques. César Franck commentò: "Abbiamo appena sentito qualcosa di straordinario: questa musica collega il nostro tempo a quello di Couperin e Rameau". Chabrier si recò a Londra (1882) e Bruxelles (1883) per ascoltare il Ciclo dell'Anello di Wagner e nel 1882 Chabrier e sua moglie visitarono la Spagna, dando vita alla sua opera più famosa, España (1883), un misto di arie popolari che aveva ascoltato e di suoi temi originali. Fu presentato per la prima volta dal suo dedicatario, Lamoureux, nel novembre 1883. Incontrò quello che Poulenc chiama un "successo immediato e estatico", creò la fama di Chabrier e, su richiesta del pubblico, ottenne più esecuzioni nei mesi successivi. Tra gli ammiratori c'era de Falla, che affermava di pensare che nessun altro compositore spagnolo fosse mai riuscito ad ottenere una versione della jota così genuina come nel pezzo.
L'Opéra di Parigi rifiutò di presentare Gwendoline, che fu eseguita in anteprima al teatro La Monnaie/De Munt di Bruxelles sotto la direzione di Henry Verdhurdt nel 1886. Fu ben accolta, ma si interruppe dopo due spettacoli perché l'impresario fallì. William Mann scrisse della musica che "in piena, estatica conoscenza del Wagner maturo", Chabrier aveva composto una "grande musica... come il lungo assolo solista e il pezzo corale 'Soyez unis' e tutta la musica d'amore dei duetti e in quei brani c'è più un francese che Wagner, soprattutto nell'ultimo Liebestod".
Mentre cercava una messa in scena della sua opera Chabrier stava anche lavorando ad alcune delle sue canzoni mature - Sommation irrespectueuse, Tes yeux bleus, Chanson pour Jeanne, Lied, nonché una scena lirica per mezzosoprano, coro femminile e orchestra La Sulamite e la versione per pianoforte della Joyeuse Marche. Trovò poi un nuovo progetto lirico da affrontare, Le roi malgré lui (Il re suo malgrado) e completò la partitura in sei mesi. Fu presentata per la prima volta all'Opéra-Comique di Parigi e un'accoglienza favorevole sembrava promettere una produzione di successo, ma il teatro andò in fumo dopo la terza rappresentazione. Grazie all'amicizia di Chabrier con il tenore belga Ernest van Dyck e successivamente con il direttore Felix Mottl, i direttori dei teatri di Lipsia e Monaco espressero interesse per entrambe le opere e di conseguenza Chabrier fece molti viaggi felici in Germania; le sue opere furono date in sette città tedesche. Nel luglio del 1888 fu nominato Cavaliere della Legion d'onore.
Chabrier lasciò un ricco ed esuberante corpo di corrispondenza; Myers vede il "dono della libera espressione spontanea della propria personalità tipica dello scrittore di lettere, senza sfumature di insincerità o di scrittura a effetto". Si esprimeva in "lingua rabelaisiana" e "intrecciata con una profusione di gergo pungente". Nel 1994 il musicologo Roger Delage, con Frans Durif e Thierry Bodin, produsse un'edizione di 1.300 pagine della corrispondenza del compositore, contenente 1.149 lettere, che vanno da quelle alla sua famiglia e a Nanine, a scambi con amici contemporanei del mondo musicale (a volte con citazioni musicali), trattative con gli editori e un compatimento con suo figlio André per la morte del suo uccello domestico (con un gentile rimprovero per aver nutrito troppo la creatura).

### Declino e ultimi anni

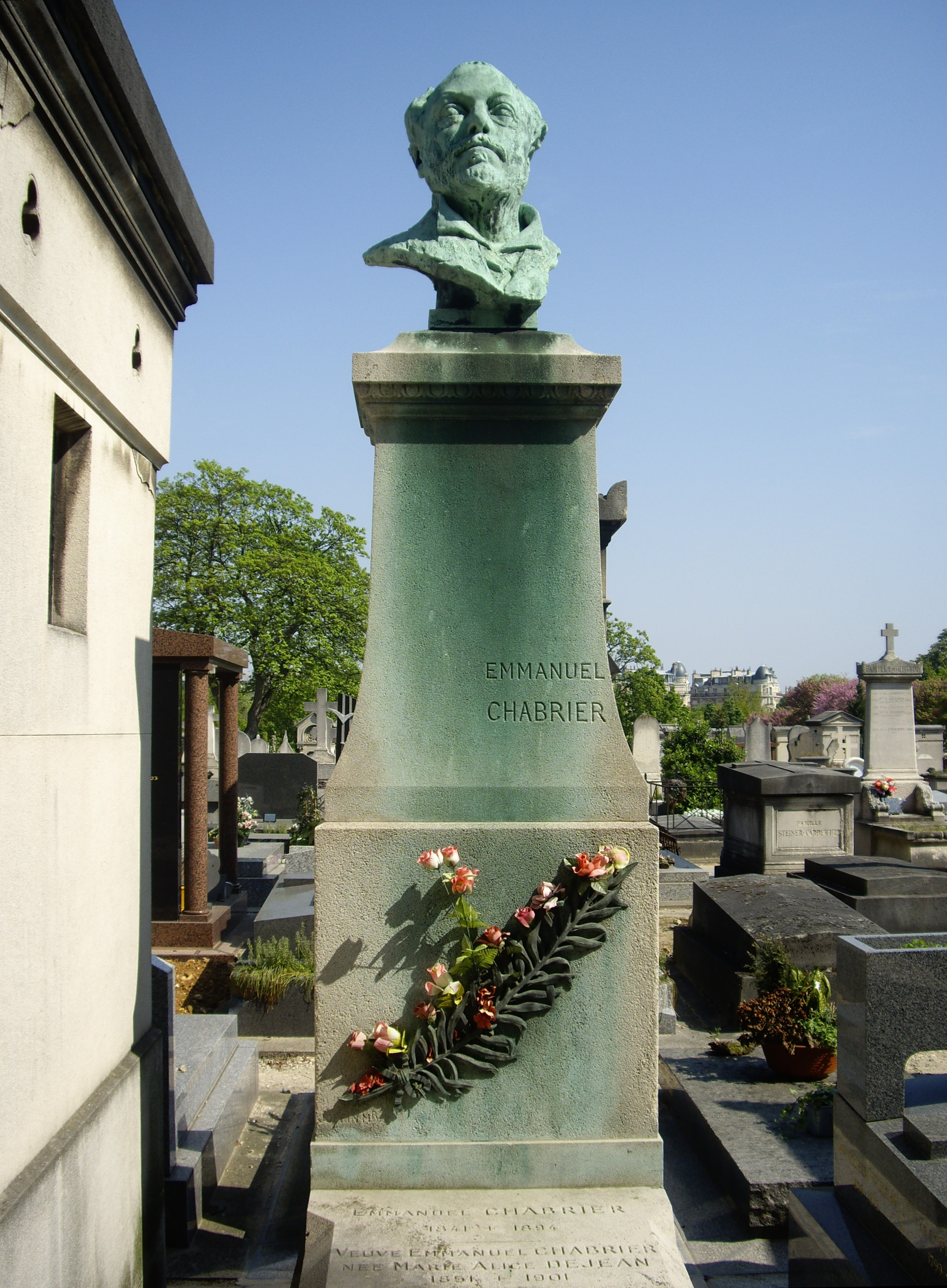
Tomba di Chabrier, Cimitero di Montparnasse (divisione 9), Parigi.

Negli ultimi anni Chabrier fu travagliato da problemi finanziari causati dal crollo dei suoi banchieri, dal cedimento della salute provocato dalla fase terminale della sifilide e dalla depressione per il fatto che le sue opere teatrali in Francia venivano ignorate. La morte della sua amata "Nanine" nel gennaio 1891 lo colpì notevolmente. Nel 1892 scrisse al suo amico Charles Lecocq: "Mai un artista è stato più amato e più ha cercato di onorare la musica di me, nessuno ne ha sofferto di più e continuerò a soffrirne per sempre". Divenne ossessionato dalla composizione della sua ultima opera Briséïs, che era ispirata da una tragedia di Goethe e ha echi melodici che ricordano Wagner: ne completò solo un atto. Alla fine ebbe luogo la prima parigina di Gwendoline, nel dicembre 1893. Il compositore, malato fisicamente e mentalmente, seduto in un palco teatrale con la sua famiglia, godette la musica ma non si rese conto di averla scritta, né capì che l'applauso era per lui.
Chabrier cedette alla paralisi generale nell'ultimo anno della sua vita, morendo a Parigi all'età di 53 anni. Sebbene avesse chiesto di essere sepolto vicino alla tomba di Manet nel Cimitero di Passy, non era disponibile una tomba e fu sepolto nel Cimitero di Montparnasse. Anche la sua vedova e i suoi figli soffrivano di una probabile infezione: ella ebbe gravi problemi agli occhi, diventando quasi cieca e, dopo la morte di Chabrier, divenne paraplegica, morendo all'età di 51 anni; il figlio maggiore, Marcel, morì a 35 anni dopo aver anch'egli manifestato sintomi correlati e il secondo figlio, Charles, morì dopo solo cinque settimane, anche il più giovane, André, divenne paraplegico e morì sempre a 35 anni.

## Lavori
Vincent d'Indy chiamò Chabrier "quel grande primitivo... un grandissimo artista". In The Oxford Companion to Music (2011) Denis Arnold e Roger Nichols scrivono che la mancanza di una educazione musicale formale di Chabrier in uno dei conservatori più importanti, gli diede la libertà "di aggirare i normali percorsi della musica francese del 1860 e di esplorare un nuovo linguaggio armonico e soprattutto un nuovo modo di scrivere per il pianoforte". Il linguaggio musicale di Chabrier ha introdotto diverse caratteristiche sorprendenti. Tra queste Huebner individua una predilezione per le melodie di vasta portata, con grandi balzi da una nota all'altra; raddoppio frequente di melodie nei bassi o nelle ottave più acute; una miscela di abbellimenti cromatici ortodossi e non ortodossi e l'uso frequente di ritmi incrociati e sincopi. Si dice che Chabrier abbia affermato: "La mia musica risuona del timbro dei miei zoccoli di Auvergnat" e il pianista e studioso Roy Howat ne indica esempi in ritmi di timbratura veloce nella Bourrée fantasque, nella Joyeuse marche e in alcuni dei Pièces pittoresques.

### Orchestra

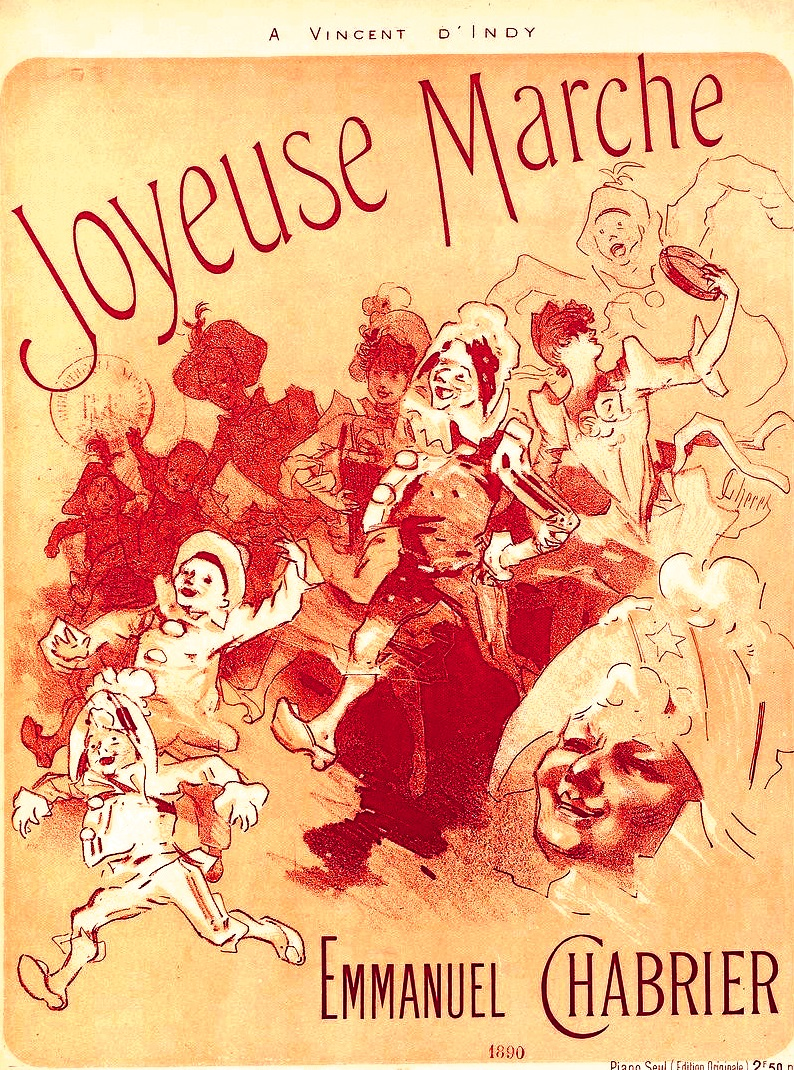
Edizione del 1890 di Joyeuse marche

Duparc e Ravel avevano entrambi riserve sulle capacità di Chabrier come orchestratore nei suoi primi lavori; Poulenc non era d'accordo, sentendo che Chabrier era un maestro dell'orchestrazione sin dalle prime fasi. Poulenc scrisse: "Il fatto che Chabrier componesse sempre al piano, come Debussy e Stravinsky, non gli ha impedito di trovare un raro colore orchestrale: un risultato unico in un momento in cui Franck, d'Indy e Saint-Saëns con difficoltà sono emersi da percorsi logori".
Il lavoro per il quale Chabrier è più noto è la sua rapsodia España, che divenne popolare a livello internazionale (tranne che in Spagna, dove non ebbe successo). La verve ritmica di España si trova anche nella Joyeuse marche, che va oltre nell'invenzione orchestrale. Non tutti i brani orchestrali di Chabrier sono scritti con questa vena esuberante: il suo Lamento (1874), inedito nella sua vita, è un'opera insolitamente toccante.
Alcune delle opere per pianoforte di Chabrier furono in seguito orchestrate. Il compositore arrangiò i quattro movimenti della Suite pastorale traendoli dai dieci Pièces pittoresques. Chabrier iniziò un'orchestrazione della Bourrée fantasque nel 1891 (completata nel 1994 da Robin Holloway) ma il suo amico e sostenitore Felix Mottl la orchestrò nel 1898, dimostrando che era popolare; fece lo stesso per Trois valses romantiques nel 1900 e nel 1917-1918 Ravel arrangiò il "Menuet pompeux" dai Pièces pittoresques.

### Opere teatrali

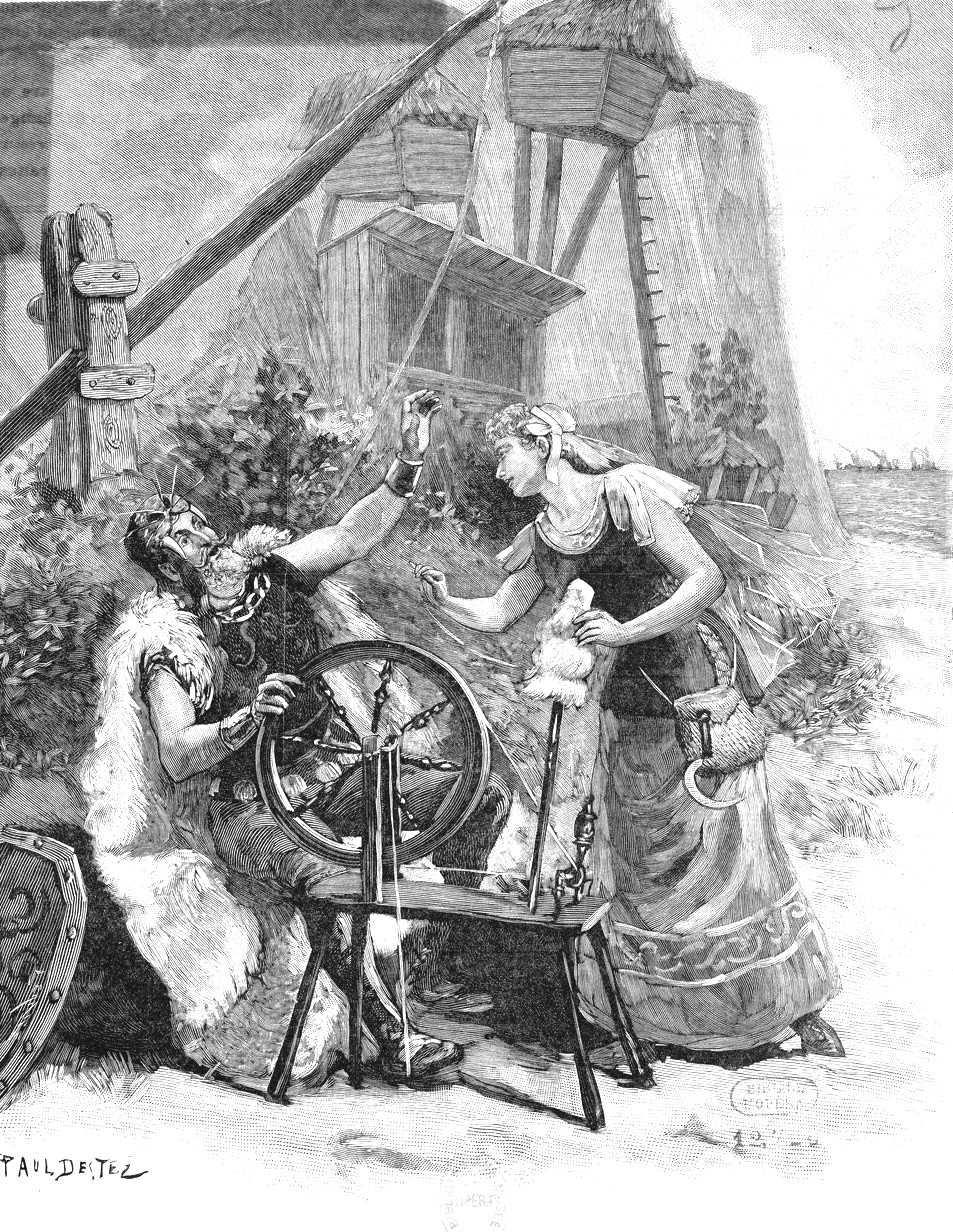
Scena della prima produzione parigina di Gwendoline, 1893

Le spumeggianti opere orchestrali di Chabrier sono sempre state apprezzate dal pubblico e dalla critica, ma c'è meno accordo sulle sue opere teatrali serie e in particolare sull'influenza della musica di Wagner. Per alcuni critici l'ethos wagneriano e la sensibilità francese sono semplicemente incompatibili e di conseguenza gran parte della musica di Gwendoline e Briséïs fu denigrata; altri sostennero che Chabrier aveva trasformato a tal punto le sue influenze che la musica non suona particolarmente wagneriana. Huebner pone la verità da qualche parte tra le due tesi, notando l'influenza di Wagner nelle somiglianze tra Gwendoline e L'olandese volante e Tristano e Isotta, ma rilevando la "concisione non wagneriana" di Chabrier, la conservazione dei numeri indipendenti convenzionali e le caratteristiche melodiche e strumentali di Chabrier. Suggerisce che la preoccupazione per la presunta derivatività abbia privato il repertorio di opere come Gwendoline "di un fondamentale interesse musicale e drammatico".
L'etoile, un'opéra bouffe in tre atti (1877) fu la prima opera di modesto successo di Chabrier ed è quella che viene ripresa più spesso. Sebbene la trama sia stata descritta da un critico nel 2016 come "volutamente insondabile e illogica", il libretto era professionale e raffinato, in contrasto con altri libretti su cui si era basato Chabrier. La critica musicale Elizabeth Forbes definisce la partitura "leggera come un pappo... nella migliore tradizione dell'opéra bouffe offenbachiana, con ogni cantante perfettamente caratterizzato nella sua musica".
Une éducation manquée (Un'educazione incompleta), un'operetta in un atto su una giovane coppia in cerca di consigli essenziali per la prima notte di nozze, ebbe una singola esecuzione privata nel 1879 e non fu rappresentata in pubblico fino al 1913. La Forbes scrisse nel 1992, "Perché mai questo piccolo e affascinante lavoro abbia dovuto attendere così tanti anni per un'esecuzione pubblica rimane un mistero totale. Il soggetto è trattato con la massima delicatezza... Musicalmente, il pezzo è decisamente incantevole, in particolare il duetto centrale per le due voci acute, mentre il basso ha un bel pezzo comico".
L'unica opera seria completata di Chabrier fu Gwendoline, composta tra il 1879 e il 1885 e presentata per la prima volta nel 1886. Il libretto di Mendès fu uno svantaggio: Henri Büsser commentò che mancava la verve e il movimento necessari al compositore; Poulenc fu sprezzante nei confronti delle "inettitudini di Mendès... corbellerie" e un altro critico scrisse nel 1996, "La drammaturgia di Mendes non è solo dolorosamente esile, ma richiede molto tempo per prendere il via". Arnold e Nichols commentano che l'opera è considerevolmente meno wagneriana di quanto spesso si supponesse: "certamente il tema modale, asimmetrico, liberamente articolato dell'ouverture è in una certa misura individuale". La musica non soddisfaceva né la lobby pro né quella anti Wagner: Chabrier commentò: "Il wagnérien mi chiama reazionario e il borghese mi considera un wagnérien". L'opera è stata ripresa di quando in quando, ma non ha mai ottenuto un suo posto regolare nel repertorio internazionale.
Arnold e Nichols scrivono che parte della migliore musica di Chabrier è andata nella sua opera comica Le Roi malgré lui (Opéra-Comique, 1887), "ma purtroppo l'opera è gravata da uno dei libretti più complessi e incomprensibili di tutti i tempi". Ravel amava così tanto il pezzo che disse che avrebbe preferito scrivere quello piuttosto che il Ciclo dell'Anello di Wagner; rivedendo un raro risveglio nel 2003, il critico Edward Greenfield ha commentato che, nonostante la trama, la musica ha fatto capire il punto sostenuto da Rave. Dopo la stessa produzione, il critico Rupert Christiansen ha scritto: "Le Roi malgre lui non si sa se si tratti di una farsa bailamme alla Offenbach o di un'epopea nazionalista alla Wagner. Forse "grand operetta" è il modo migliore per descrivere questo pezzo problematico".
L'ultima opera di Chabrier fu Briséïs, su un altro libretto di Mendès. Mortalmente malato, Chabrier riuscì a completare solo il primo dei tre atti progettati e gli schizzi rimanenti erano troppo inconcludenti per ciascuno dei suoi colleghi per tentare un completamento. Avrebbe dovuto essere tragedia romantica ambientata a Corinto durante il periodo dell'Impero Romano. L'atto esistente viene raramente messo in scena, ma è stata pubblicata su CD una registrazione di un'esecuzione in un concerto del 1994. Poulenc non fu impressionato dal libretto, ma Messager ritenne che la musica di Briséïs mostrasse quali altezze avrebbe potuto raggiungere Chabrier se fosse vissuto.

### Pianoforte
Sebbene i lavori per pianoforte non siano la parte più nota delle opere di Chabrier, Poulenc ha posto il ciclo Pièces pittoresques alla pari con i Preludes di Debussy come importanza nella musica francese. Nella sua introduzione a un'edizione del 1995 delle opere per pianoforte, Howat scrive che fu Chabrier, più di ogni altro compositore, a riportare alla musica francese "i tratti essenziali francesi di chiarezza, vitalità emotiva, arguzia e tenerezza" quando altri compositori francesi erano sotto l'influenza di Wagner o del rigido accademismo.
I primi lavori di Chabrier erano per assolo di pianoforte e, oltre a un piccolo corpus di una ventina di lavori maturi completati, alcuni lavori giovanili sono sopravvissuti. La maggior parte dei brani per pianoforte furono pubblicati nel corso della vita del compositore, ma cinque lavori completi e il Capriccio incompiuto (1883) furono pubblicati postumi.
Alcune delle opere mature sono meglio conosciute nelle successive versioni orchestrali, tra cui la Joyeuse marche e i quattro numeri dei Pièces pittoresques che compongono la Suite pastorale. Il viaggio in Spagna che ispirò España diede anche a Chabrier il materiale per un'Habanera (1885) che divenne una delle sue opere pianistiche più popolari.
Tra le opere di Chabrier a quattro mani c'è Souvenirs de Munich. Sebbene il Tristano e Isotta di Wagner gli avesse fatto una profonda impressione, la sua natura irriverente lo portò ad arrangiare cinque temi dell'opera in una quadriglia comica. Poulenc la definì "irresistibilmente divertente... i temi principali di Tristano con il naso falso e la barba finta".
Vincent d'Indy scrisse, dopo aver studiato i Trois valses romantiques, e suonandoli con il compositore: "Ho lavorato tanto su questi tre valzer con amore, facendo del mio meglio per eseguire tutte le indicazioni contrassegnate con la massima precisione... e ce ne sono tantissime! Durante le prove, che erano da Pleyel, Chabrier mi fermò di colpo nel bel mezzo del primo valzer e, rivolgendomi a uno sguardo che era tra lo stupito ed il birichino, disse: "Ma mio caro ragazzo non è affatto così!..." E, non sapendo come reagire, ho chiesto spiegazioni e lui ha ribadito: "Lo suoni come se fosse musica di un membro dell'Istituto!..." E allora ho avuto una lezione meravigliosa nel suonare alla Chabrier; accenti contrari, pianissimi fino quasi al punto di non sentire più nulla, petardi improvvisi che scoppiano nel mezzo della più squisita dolcezza e anche gesti indispensabili, che concedono anche al corpo l'anima della musica".
Chabrier ebbe un'influenza importante su Debussy, come fu in seguito per Ravel e Poulenc; Howat scrisse che la musica per pianoforte di Chabrier come "Sous-bois" e "Mauresque" nei Pièces pittoresques ha esplorato nuovi mondi sonori di cui Debussy fece un uso proficuo 30 anni dopo.

### Canzoni
Ci sono quarantatre canzoni pubblicate da Chabrier. Iniziò a scrivere canzoni, mélodie, quando aveva circa ventuno anni; le prime nove furono scritte tra il 1862 e il 1866. Johnson commenta che è strano che in tutte le sue canzoni Chabrier non abbia mai preso nulla dal suo amico Verlaine, ma tra i famosi poeti i cui versetti Chabrier musicò nelle prime canzoni c'erano Théodore de Banville ( Lied) e Alfred de Musset (Adieux à Suzon).
Nel 1888 Chabrier fece sedici arrangiamenti di canzoni popolari francesi per un'antologia chiamata Le plus jolies chansons du pays de France. Fu tra i primi importanti compositori a lavorare con canzoni popolari, un pioniere di Ravel, Bartók, Britten e altri. Johnson scrive che il tocco di Chabrier in questi pezzi è "ingannevolmente leggero e sobrio", ma che la scrittura pianistica aggiunge moltissimo in continuazione al fascino della musica. Un successivo gruppo di canzoni (1889) con un tema di collegamento è quello che Chabrier chiamò la sua "fattoria del pollame", con testi di Edmond Rostand e Rosemonde Gérard, con soggetti come grassi tacchini, piccoli anatroccoli, maialini rosa e cicale che friniscono.
La maggior parte delle canzoni sono per voce solista e pianoforte, ma c'è un duetto (il duetto comico Duo de l'ouvresse de l'Opéra-Comique, 1888) e L'invitation au voyage di Baudelaire (1870), in cui nell'arrangiamento di Chabrier, la voce e il piano sono uniti da un fagotto solista. L'ultima canzone di Chabrier, Ode à la Musique, secondo le parole di Rostand, è per soprano solista, pianoforte e coro femminile.

## Influenza
Il musicologo David Charlton valutò il suo ascendente dicendo: "Mentre il linguaggio musicale di Reyer, Massenet e Saint-Saens presentava una sintesi della pratica attuale, quello di Emmanuel Chabrier fu un catalizzatore: il suo lavoro divenne la culla del modernismo francese".
Ah! Chabrier, lo amo come uno ama un padre! Un padre indulgente, sempre allegro, con le tasche piene di gustosi bocconcini. La musica di Chabrier è uno scrigno di tesori che non potresti mai esaurire. Non potrei proprio farne a meno.
Francis Poulenc
Debussy, Ravel e Poulenc riconobbero l'influenza di Chabrier sulla loro musica. Debussy scrisse nel 1893 "Chabrier, Musorgskij, Palestrina, voilà ce que j'aime", sono ciò che amo e disse che non avrebbe potuto scrivere La Damoiselle élue senza La sulamite di Chabrier come modello. Huebner commenta gli echi di Chabrier in "La soirée dans Grenade" di Debussy in Estampes e il preludio al pianoforte "Général Lavine – excentric". L'influenza su Ravel è ancora più marcata. In uno studio del 1975 sui due compositori, Delage scrisse: "In verità ci sono poche opere di Ravel che non riecheggino in una certa misura l'una o l'altra opera di Chabrier e di cui le procedure armoniche non derivino da lui". Ravel rese esplicitamente omaggio a Chabrier nel suo A la manière de Chabrier, basato sull'opera pianistica di Chabrier Mélancolie.
Poulenc disse che aveva in mente L'étoile mentre scriveva Les mamelles de Tirésias. Huebner osserva che l'influenza di Chabrier su Poulenc e gli altri membri di Les Six fu particolarmente forte, sebbene i compositori successivi siano stati più spesso attratti dal lato umoristico e parodico dell'opera di Chabrier che da quello romantico e serio. Altri compositori francesi la cui musica mostra l'influenza di Chabrier comprendono Charles Lecocq, Messager e Satie.
Compositori di altri paesi i cui lavori mostrano l'influenza di Chabrier includono Stravinskij, il cui balletto Petruška ha echi tematici e melodici di Chabrier  e Mahler, che definì España "l'inizio della musica moderna" e alludeva alla "Dance Villageoise" nel movimento Rondo Burleske della sua Nona Sinfonia. Richard Strauss, che era un ammiratore di Chabrier, diresse la prima rappresentazione teatrale dell'atto unico di Briséïs e il critico Gerald Larner commenta che Strauss fu evidentemente influenzato dal lavoro quando compose la sua Salomè otto anni dopo.

## Chabrier e l'arte

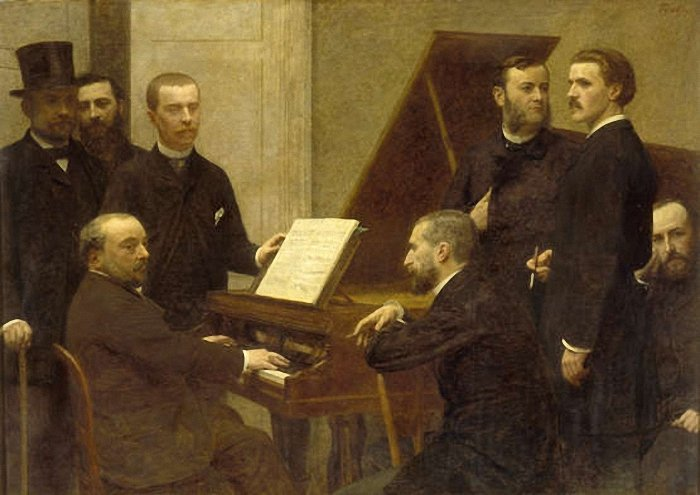
Autour du piano, 1885, di Henri Fantin-Latour; Chabrier al piano e Vincent d'Indy in piedi, all'estrema destra

Chabrier era noto per i suoi continui contatti con artisti contemporanei, in particolare pittori della scuola impressionista. Ha lasciato una ricca collezione di dipinti di pittori francesi contemporanei; Edward Lockspeiser riteneva che "se mai potesse essere riassemblata [la collezione] sarebbe stata in concorrenza, tra le raccolte di altri compositori, solo con quella di Chausson, che consisteva in gran parte di Delacroix". Una vendita della sua collezione all'Hôtel Drouot il 26 marzo 1896 comprendeva opere di Cézanne, Manet, Monet, Renoir e Sisley.
Lo stesso Chabrier veniva spesso dipinto o abbozzato dai suoi amici artisti. Due di questi ritratti sono riprodotti più in alto: un disegno di Chabrier al pianoforte (1887) di Édouard Detaille e il Ritratto di Chabrier di Manet (olio su tela, 1881). In Autour du piano Henri Fantin-Latour (a destra) lo guarda seduto al pianoforte. Tra gli altri ritratti di Chabrier figurano un disegno a pastello di James Tissot (1861); seduto in barcaccia in L'orchestre de l'Opéra, di Degas (1868 ca.); a destra nel Bal masqué à l'opéra, di Manet (1873), uno schizzo a pastello di Manet (1880); un ritratto di Marcellin Desboutin (c.ca 1881) e un busto (1886) di Constantin Meunier.
Johnson commenta che, sebbene ora sembri straordinario che il proprietario di tali magnifiche opere d'arte dovesse preoccuparsi del denaro, ciò accadeva prima che i dipinti impressionisti diventassero ricercati e costosi e "in ogni caso, questo era un compositore che considerava la sua collezione come una necessità spirituale piuttosto che una risorsa finanziaria". Chabrier era anche un collezionista di scritti d'avanguardia; così come per Verlaine cercava, tra gli altri, le opere di Henri de Régnier, Adolphe Willette and André Gill.

## Composizioni principali

### Pianoforte
- Pièces pittoresques (1881)
- Bourrée fantasque (1891)

### Orchestra
- España, rapsodia in fa maggiore (1883)
- Joyeuse marche (1888)
- Suite Pastorale
- Prélude pastoral
- Bourrée fantasque
- Menuet pompeux
- À la musique
- Habanera
- Trois valses romantiques
- La Sulamite
- Larghetto per corno e orchestra

### Musica vocale
- Lieder
- Les plus jolies chansons du pays de France, arrangiamento di canzoni folkloristiche (1888)
- Duo de l'ouvreuse de l'Opéra Comique et l'employé du Bon Marché (1888)
- Ballade des gros dindons ; Villanelle des petits canards ; Pastorale des cochons roses..., chansons de la basse-cour (1889)

### Operetta
- Fisch-Ton-Kan (1873) (libretto di Paul Verlaine e Lucien Viotti) a Parigi
- Une Éducation manquée (libretto di Eugène Leterrier ed Albert Vanloo) (1879)

### Opera lirica
- L'Étoile (1877)
- Gwendoline (1886)
- Le Roi malgré lui (1887)

### Osservazioni
1. ↑  Anne Delayre (1819-1891), divenne più che una inserviente dei genitori di Chabrier e alla loro morte nel 1869 insistette per rimanere come domestica per Emmanuel senza alcun compenso; fu la tata per i suoi figli e un collegamento fondamentale con la sua infanzia in Auvergnat.[5]
2. ↑  Alcune fonti datano Fisch-Ton-Kan come la prima delle due collaborazioni.[1]
3. ↑  Francis Poulenc, citando un precedente biografo di Chabrier, René Martineau, suggerisce che la produzione sia stata deliberatamente ridotta dalla direzione del teatro per evitare costosi pagamenti di royalty dopo aver raggiunto 50 spettacoli.[22]
4. ↑  "Jamais un artiste n'aura plus adoré, plus cherché que moi à honorer la musique, nul n'en aura plus souffert; et j'en souffrirai éternellement" ("Un artista non avrà mai adorato di più, cercato più di me per onorare la musica, nessuno avrà sofferto di più e soffrirò per sempre".).[41][42]
5. ↑  Isaac Albéniz non apprezzò il pezzo e il pubblico spagnolo lo trovò incomprensibile.[50]
6. ↑  Huebner applica questo commento a Fervaal di d'Indy e a Le roi Arthus di Chausson e anche a Gwendoline.[52]
7. ↑  "Dans Gwendoline, le livret conventionnel de Catulle Mendès, quoique fort inspiré de la forme wagnérienne, n'a pas fourni au musicien ce qui lui était propre: la verve et le mouvement." ("Per Gwendoline, il libretto convenzionale di Catulle Mendès, sebbene fortemente ispirato alla forma wagneriana, non fornì al musicista la sua verve e il movimento".)[57]
8. ↑  Poulenc scrisse della sua prima esperienza musicale, "Ancora oggi mi fa fremere l'emozione pensando al miracolo che ne deriva: un intero universo di armonia si è improvvisamente aperto davanti a me e la mia musica non ha mai dimenticato questo primo bacio".[66]
9. ↑  Chabrier fece anche una trascrizione dell'Aroldo in Italia di Berlioz per due di pianoforti, nel 1876.[68]
10. ↑  Souvenirs de Bayreuth, un arrangiamento allo stesso modo irriverente di temi tratti dal Ciclo dell'Anello di Wagner di Fauré e Messager si pensa generalmente sia stato composto dopo il brano di Chabrier - Grove Dictionary of Music and Musicians stima la data dell'opera di Chabrier come 1885-1886 e quella di Fauré e Messager come 1888 - ma le date della composizione originale di entrambi i pezzi sono incerte.[1][70]
11. ↑  Gli altri musicisti nella foto sono Adolphe Julien, Arthur Boisseau, Camille Benoît, Edmond Maître, Antoine Lascoux e Amédée Pigeon.[82]
12. ↑  Dettagli di questi dipinti: Les Moissonneurs di Paul Cézanne; Il bar delle Folies-Bergère di Édouard Manet; Le Skating di Manet; Polichinelle di Manet; Les bords de la Seine di Claude Monet; Le parc Monceau di Monet; La fête nationale, rue du Faubourg Saint-Denis di Monet; La Rue Saint -Denis, 30 giugno 1878 di Monet; Femme nue di Pierre-Auguste Renoir; Canotier à Hampton Court di Alfred Sisley; La Seine au Point du Jour di Sisley.[84]